# Louis Armstrong and his Hot Five
Los Hot Five fueron la primera banda de grabación de jazz que Louis Armstrong dirigió bajo su propio nombre. Fundada el 12 de noviembre de 1925 y separada el 4 de diciembre de 1928
En la instrumentación consistía en una típica banda de jazz de Nueva Orleans, incluyendo trompeta, clarinete y trombón, apoyados en una sección rítmica. El estilo original de jazz de Nueva Orleans se inclinaba fuertemente hacia una improvisación colectiva en donde los tres cornos llevaban la guía: la trompeta interpretaba la melodía principal mientras que el clarinete y el trombón improvisaban acompañamientos. Esta tradición continuó con los Hot Five, aunque debido a la fuerza creativa de Armstrong, los solos de trompeta se hicieron cada vez más frecuentes. Es en estos brillantes solos que Armstrong cimentó el vocabulario básico de la improvisación jazzística, convirtiéndose en su más intérprete más influyente.
Los Hot Five eran un grupo de grabación organizado a sugerencia de Richard M. Jones para Okeh Records. Todas las grabaciones se realizaron en los estudios Okeh en Chicago, Illinois. El mismo grupo de músicos realizó también una sesión de grabación bajo el pseudónimo Lil's Hotshots para Vocalion/Brunswick. Aunque los músicos en el grupo de los Hot Five tocaban juntos en otros contextos, eran estrictamente una banda de grabación bajo el nombre de Hot Five que no efectuó presentaciones excepto en un par de fiestas organizadas por el estudio.
Sin embargo, existieron dos grupos encabezados por Louis Armstrong bajo este nombre, el primero grabando de 1925 a 1927 y el segundo en 1928. Salvo Armstrong, no había un mismo músico en ambos grupos.

## Los primerosHot Five
El grupo original, con excepción en el piano de Lil Hardin Armstrong, esposa de Armstrong, consistía enteramente de músicos de Nueva Orleans con quienes Armstrong trabajó en dicha ciudad alrededor de 1910: Kid Ory en el trombón, Johnny Dodds al clarinete, y Johnny St. Cyr en la guitarra y banjo.
Para algunas o todas de las grabaciones de Louis Armstrong and his Hot Seven, Ory estaba en Nueva York trabajando con la banda de King Oliver y fue probablemente reemplazado por John Thomas.
En una sesión de diciembre de 1927, Lonnie Johnson interpretó la guitarra.

## LosHot Fivede 1928
En 1928, Armstrong reorganizó el grupo reemplazando a todos los miembros con los integrantes de la Orquesta de Carrol Dickerson, con quien Armstrong tocaba en esa época; incluía a Fred Robinson en el trombón, Jimmy Strong al clarinete y saxofón tenor, Earl Hines en el piano, Mancy Carr en el banjo, y Zutty Singleton en la batería.